# Cistella
Cistella (parfois écrit dans les ouvrages Français Sistella) est une commune d'Espagne dans la communauté autonome de Catalogne, province de Gérone, de la comarque d'Alt Empordà

## Monuments et lieux touristiques
- L'église de Santa Maria de Cistella ;
- L'église de Sant Martí ;
- Le château de Vilarig, dans le hameau du même nom ;
- Le sanctuaire Nostra Senyora de Vida.